# Acantharia hamata
Acantharia hamata är en svampart som först beskrevs av Penz. & Sacc., och fick sitt nu gällande namn av Arx 1954. Acantharia hamata ingår i släktet Acantharia och familjen Venturiaceae.   Inga underarter finns listade i Catalogue of Life.